# BFL
BFL (Brian for livet) er en dansk rap-gruppe fra den københavnske vestegn dannet i 2015. Medlemmerne udgør Soulja’ Cav, Lil’ Sim og MDMAnders.
Deres univers bevæger sig primært i livet på Vestegnen og om at være “Brian”; en terminologi om at komme fra forstaden eller provinsen og generelt at komme fra samfundets nederste lag.
BFL brød igennem i 2016 med nummeret "Det Brian." Kort efter skrev de kontrakt med pladeselskabet Sonys label Disco:wax og udgav der efter radiohittet "Ven med Jønke" og færdiggjorde derefter en EP i form af singler med pladeselskabet. I 2018 brød bandet deres kontrakt med disco:wax og har siden udgivet flere singler under BFL Entertaintments blandt andet "Hash for evigt"" "Fri igen"" og senest "Kærlighedssangen".